# Đặng Hồng Đức
Đặng Hồng Đức (sinh năm 1977) là một chính khách Việt Nam, sĩ quan cao cấp của Công an nhân dân Việt Nam, cấp bậc Trung tướng. Ông hiện giữ chức vụ Ủy viên Ban thường vụ Đảng ủy Công an Trung ương, Thứ trưởng Bộ Công an Việt Nam. Nguyên Bí thư Đảng ủy, Chánh Văn phòng Bộ Công an (Việt Nam), nguyên Giám đốc Công an tỉnh Yên Bái, nguyên phó tư lệnh Bộ Tư lệnh Cảnh vệ (Việt Nam), nguyên trợ lý Chủ tịch nước Trần Đại Quang.

## Xuất thân và giáo dục
Đặng Hồng Đức sinh ngày 16 tháng 4 năm 1977 tại xã Nam Hoa (xã) huyện Nam Trực tỉnh Nam Định.
Ông tốt nghiệp Đại học An ninh nhân dân (nay là Học viện An ninh nhân dân) chuyên ngành Điều tra tội phạm.
Ông có học vị Thạc sĩ Luật. Cao cấp lí luận chính trị.

## Sự nghiệp
Ông là đảng viên Đảng Cộng sản Việt Nam.
Trước năm 2019, Ông từng công tác tại Cục Bảo vệ Chính trị IV, Bộ Công an (Việt Nam), Cục Bảo vệ chính trị V, Bộ Công an (Việt Nam). Sau đó làm thư ký lãnh đạo Bộ Công an (Việt Nam), Phó Cục trưởng rồi Cục trưởng, thư ký Bộ trưởng Bộ Công an (Việt Nam), Trưởng ban thư ký lãnh đạo Bộ Công an (Việt Nam).
Từ tháng 4 năm 2016 đến tháng 10 năm 2017, ông làm Cục trưởng, thư ký Chủ tịch nước Cộng hòa xã hội chủ nghĩa Việt Nam.
Từ tháng 10 năm 2017 đến tháng 4 năm 2019, ông làm trợ lý Chủ tịch nước Cộng hòa xã hội chủ nghĩa Việt Nam.
Từ tháng 4 năm 2019 đến tháng 6 năm 2020, ông làm phó tư lệnh Bộ Tư lệnh Cảnh vệ (Việt Nam).
Từ ngày 1 tháng 6 năm 2020, tại Công an tỉnh Yên Bái, Thiếu tướng Nguyễn Duy Ngọc, Thứ trưởng Bộ Công an đã trao quyết định của Bộ trưởng Bộ Công an về việc nghỉ công tác chờ hưởng chế độ hưu trí đối với Thiếu tướng Đặng Trần Chiêu và điều động, bổ nhiệm Đại tá Đặng Hồng Đức, Phó Tư lệnh Bộ Tư lệnh Cảnh vệ (Bộ Công an) giữ chức vụ Giám đốc Công an tỉnh Yên Bái.
Ngày 31 tháng 1 năm 2023, tại Hà Nội, Thượng tướng Trần Quốc Tỏ, Uỷ viên Trung ương Đảng, Phó Bí thư Đảng uỷ Công an Trung ương, Thứ trưởng Bộ Công an đã chủ trì Lễ công bố Quyết định của Bộ trưởng Bộ Công an về công tác cán bộ của Văn phòng Bộ Công an. Điều động Đại tá Đặng Hồng Đức, sinh năm 1977, quê quán: huyện Nam Trực, tỉnh Nam Định, Giám đốc Công an tỉnh Yên Bái đến nhận công tác và giữ chức vụ Chánh Văn phòng Bộ Công an (Việt Nam) kể từ ngày 1/2/2023.

### Thứ trưởng Bộ Công an
Ngày 3 tháng 1 năm 2025, Thủ tướng Chính phủ Phạm Minh Chính đã ký Quyết định số 18/QĐ-TTg bổ nhiệm đồng chí Thiếu tướng Đặng Hồng Đức, Ủy viên Đảng ủy Công an Trung ương, Chánh Văn phòng Bộ Công an giữ chức Thứ trưởng Bộ Công an. Quyết định có hiệu lực từ ngày 3/1/2025.
Ngày 14 tháng 6 năm 2025, Đại tướng Lương Tam Quang, Uỷ viên Bộ Chính trị, Bí thư Đảng uỷ Công an Trung ương, Bộ trưởng Bộ Công an đã chủ trì Lễ Thông báo và công bố Quyết định của Chủ tịch nước về việc thăng cấp bậc hàm cấp Tướng đối với sĩ quan CAND.Tại buổi lễ, lãnh đạo Cục Tổ chức cán bộ đã thông báo Quyết định của Chủ tịch nước về việc thăng cấp bậc hàm từ Thiếu tướng lên Trung tướng đối với Thứ trưởng Đặng Hồng Đức.

## Lịch sử thụ phong quân hàm
| Năm thụ phong | 2023        | 2025        |
| ------------- | ----------- | ----------- |
| Quân hàm      |             |             |
| Cấp bậc       | Thiếu tướng | Trung tướng |